# Смедли, Агнес
Агнес Смедли (англ. Agnes Smedley; 23 февраля 1892, Осгуд, Миссури, США — 6 мая 1950, Оксфорд, Великобритания) — американская журналистка, писательница, борец за права женщин и освобождение Индии. Прежде всего известна своими публикациями о Китае в период коммунистической революции.

## Биография
Родилась в Осгуде (штат Миссури) в бедной фермерской семье, была второй из пяти детей. Отец Смедли был американским индейцем. В 1901 году семья переехала в шахтёрский город Тринидад в штате Колорадо, где стала свидетельницей событий забастовки работников угольных шахт 1903—1904 годов.
В 1903 году отец Смедли бросил семью, и она была вынуждена работать домашней прислугой. Смедли не получила нормального школьного образования (ей приходилось бросать его из-за работы и болезни матери, умершей в 1910 году) и впоследствии пыталась восполнить это самообразованием и посещением лекций.
В 1912 году Смедли вышла замуж за Эрнеста Брундина. В 1913 году поступила в учительский колледж в Сан-Диего, исключена оттуда в 1916 году. Вступила в Социалистическую партию Америки. В 1917 году развелась с мужем и переехала в Нью-Йорк, где сотрудничала с социалистической прессой.
Примкнула к группе индийцев — участников революционного национально-освободительного движения. 18 марта 1918 года Смедли была арестована вместе с Сальендранатом Гошем и обвинена в помощи шпионажу и участии в подготовке антибританского восстания в Индии. Провела 6 месяцев в тюрьме. Дело не было доведено до суда. После освобождения из тюрьмы писала статьи для New York Call и Birth Control Review, издания, продвигающего контрацепцию. Вступила в тайную организацию «Друзья индийской свободы», члены индийской группы доверили ей хранение явок, шифров и тайной переписки.
В 1920 году переехала в Германию вместе с Вирендранатом Чатопадайя. Писала репортажи о Германии для американских изданий The Nation и революционного журнала New Masses, также для советского журнала «Интернациональная литература» и др. В этот период так же, как и Чатопадайя, часто перемещалась между Берлином и Москвой, так же, как он, работая на Коминтерн.
В 1928 году переехала в Шанхай. В 1929 году написала автобиографический роман «Дочь земли» (англ. Daughter of Earth). Была корреспондентом газет Manchester Guardian, China Weekly Review и Frankfurter Zeitung. Написала несколько книг о китайской красной армии, чем вызвала недовольство гоминьдановцев. В 1930 году познакомилась с советским разведчиком Рихардом Зорге и помогала ему наладить сеть шпионажа. Несколько месяцев провела в СССР (1933—1934).
Сопровождала китайскую красную армию во многих походах. Пыталась вступить, но не была принята в Коммунистическую партию Китая. Во время Второй мировой войны была важным посредником между командованием американской армии и китайскими коммунистами. Организовывала поставки медицинских материалов китайцам.
В мае 1941 года вернулась в США, прочитала серию лекций о положении в Китае, жила в писательской колонии в штате Нью-Йорк. После Второй мировой войны попала под подозрение в шпионаже, ФБР установило за ней наблюдение. Уехала в Великобританию, где и умерла. Прах был похоронен на революционном кладбище Бабаошан в Пекине.

### Книги Смедли
- Battle Hymn of China
- Daughter of Earth (1929), полуавтобиографический роман. Дочь земли, авториз. перевод П. Охрименко, «ЗиФ», М. — Л., 1930
- Chinese destinies (1933) — Китайские судьбы есть русский перевод, 1934)
- China’s Red army marches, N. Y., 1934 (вышла на англ. яз. также и в СССР под названием: Red flood over China, M. — L., 1934). — Рассказы о китайской Красной армии, русский перевод П. Охрименко, Гослитиздат, М., 1935.
- Great Road: The Life and Times of Chu Teh', биография коммунистического генерала Чжу Дэ.
- China Fights Back: An American Woman With the Eighth Route Army
- China Correspondent